# Plebicula hypanica
Plebicula hypanica är en fjärilsart som beskrevs av Obraztsov 1936. Plebicula hypanica ingår i släktet Plebicula och familjen juvelvingar. Inga underarter finns listade i Catalogue of Life.